# Afra z Brescii
Afra (zm. w pierwszej połowie II wieku w Brescii) – zgodnie z tradycją obywatelka rzymska. Poniosła śmierć męczeńską na arenie amfiteatru w Brescii, gdzie wydana na stratowanie przez pięć byków została ścięta mieczem, gdy te potulnie położyły się u jej stóp.
W ikonografii przedstawiana jest w tunice. Jej atrybutami są palma męczeństwa i krzyż.